# Weronika Deresz
Weronika Deresz (ur. 5 września 1985 r. w Warszawie) – polska wioślarka, mistrzyni świata i Europy, ponad 50-krotna medalistka mistrzostw Polski, uczestniczka Igrzysk Olimpijskich w Rio de Janeiro (2016). Zawodniczka WTW Warszawa, a od 2020 roku Posnanii Poznań.

## Igrzyska olimpijskie
W 2016 roku wzięła udział na igrzyskach olimpijskich w Rio de Janeiro. Wystąpiła wówczas w dwójce podwójnej wagi lekkiej w parze z Martyną Mikołajczak. W półfinale zajęły piąte miejsce, przez co awansowały do finału B. Tam wygrały swój wyścig, dopływając do mety przez Rumunkami i Dunkami. Ostatecznie zostały sklasyfikowane na siódmej pozycji.

## Puchar Świata
- 1. miejsce (Monachium 2012, Belgrad 2017, Lucerna 2018)
- 2. miejsce (Lucerna 2009, Bled 2015, Poznań 2017, Lucerna 2017)

## Wyniki
| Rok  | Zawody                 | Miejsce            | Konkurencja                   | Czas             | Pozycja     |
| ---- | ---------------------- | ------------------ | ----------------------------- | ---------------- | ----------- |
| 2006 | Mistrzostwa świata U23 | Hazewinkel         | Dwójka podwójna wagi lekkiej  | Finał A: 7:06,87 | 3. miejsce  |
| 2007 | Mistrzostwa świata U23 | Glasgow            | Dwójka podwójna wagi lekkiej  | Finał A: 7:07,40 | 1. miejsce  |
| 2008 | Mistrzostwa świata     | Ottensheim         | Czwórka podwójna wagi lekkiej | Finał A: 6:39,38 | 2. miejsce  |
| 2008 | Mistrzostwa Europy     | Ateny              | Dwójka podwójna wagi lekkiej  | Finał A: 7:04,98 | 2. miejsce  |
| 2009 | Mistrzostwa świata     | Poznań             | Czwórka podwójna wagi lekkiej | Finał A: 6:37,83 | 5. miejsce  |
| 2010 | Mistrzostwa Europy     | Montemor-o-Velho   | Jedynka wagi lekkiej          | Finał A: 9:05,50 | 6. miejsce  |
| 2011 | Mistrzostwa świata     | Bled               | Dwójka podwójna wagi lekkiej  | Finał C: 7:07,97 | 15. miejsce |
| 2012 | Mistrzostwa świata     | Płowdiw            | Czwórka podwójna wagi lekkiej | Finał A: 6:36,17 | 1. miejsce  |
| 2012 | Mistrzostwa Europy     | Varese             | Dwójka podwójna wagi lekkiej  | Finał A: 7:05,20 | 4. miejsce  |
| 2013 | Mistrzostwa Europy     | Sewilla            | Dwójka podwójna wagi lekkiej  | Finał A: 7:47,10 | 3. miejsce  |
| 2013 | Mistrzostwa świata     | Chungju            | Dwójka podwójna wagi lekkiej  | Finał B: 7:25,19 | 10. miejsce |
| 2014 | Mistrzostwa Europy     | Belgrad            | Dwójka podwójna wagi lekkiej  | Finał A: 7:01,96 | 6. miejsce  |
| 2014 | Mistrzostwa świata     | Amsterdam          | Dwójka podwójna wagi lekkiej  | Finał B: 6:51,64 | 8. miejsce  |
| 2015 | Mistrzostwa Europy     | Poznań             | Dwójka podwójna wagi lekkiej  | Finał A: 7:05,36 | 3. miejsce  |
| 2015 | Mistrzostwa świata     | Lac d’Aiguebelette | Dwójka podwójna wagi lekkiej  | Finał B: 7:00,37 | 8. miejsce  |
| 2016 | Mistrzostwa Europy     | Brandenburg        | Dwójka podwójna wagi lekkiej  | Finał A: 7:44,88 | 3. miejsce  |
| 2016 | Igrzyska olimpijskie   | Rio de Janeiro     | Dwójka podwójna wagi lekkiej  | Finał B: 7:24,34 | 7. miejsce  |
| 2017 | Mistrzostwa Europy     | Račice             | Dwójka podwójna wagi lekkiej  | Finał A: 6:58,55 | 1. miejsce  |
| 2017 | Mistrzostwa świata     | Sarasota           | Dwójka podwójna wagi lekkiej  | Finał A: 7:01,07 | 4. miejsce  |
| 2018 | Mistrzostwa Europy     | Glasgow            | Dwójka podwójna wagi lekkiej  | Finał A: 6:58,39 | 2. miejsce  |
| 2018 | Mistrzostwa świata     | Płowdiw            | Dwójka podwójna wagi lekkiej  | Finał B: 7:08,77 | 11. miejsce |
| 2019 | Mistrzostwa świata     | Ottensheim         | Dwójka podwójna wagi lekkiej  | Finał C: 7:05,73 | 15. miejsce |
| 2020 | Mistrzostwa Europy     | Poznań             | Dwójka podwójna wagi lekkiej  | Finał A: 7:12,64 | 6. miejsce  |